# Gare de Courfaivre
La gare de Courfaivre  est une gare ferroviaire suisse de la ligne de Delémont à Delle. Elle est située à environ 500 mètres à l'est du centre de la localité de Courfaivre (ancienne commune), sur territoire de la commune de Haute-Sorne, dans le canton du Jura.
Gare d'évitement, c'est un point d'arrêt voyageurs des Chemins de fer fédéraux suisses (CFF) desservi par des trains RER trinational de Bâle (ligne S3) et RegioExpress.

## Situation ferroviaire
Établie à 451 mètres d'altitude, la gare de Courfaivre est située au point kilométrique (PK) 90,11 de la ligne de Delémont à Delle, entre les haltes de Courtételle et de Bassecourt.
C'est une gare d'évitement qui dispose de deux voies sur une ligne à voie unique.

## Histoire
Le plan des parcelles nécessaires au passage du chemin de fer du Jura bernois sur la commune est publié le 5 avril 1875 et en 1876, les avis de vente des terrains sont publiés le 17 janvier, le 5 avril et le 27 octobre. La ligne du chemin de fer de Delémont à Glovelier est mise en service le 15 octobre 1876.
Le chantier d'agrandissement de la halle aux marchandises est mis en adjudication le 14 juin 1924.
Le dernier chef de gare est sur le départ pour une autre gare en 1994, du fait de l'automatisation (les aiguilles sont commandées depuis la gare de Delémont) et de la fermeture du guichet. C'est également vers ces années que disparaissent la voie de service et les embranchements particuliers de l'entreprise Condor, ancien constructeur suisse de vélos et motos, et d'une scierie. La gare de Courfaivre devient alors un point d'arrêt voyageurs.
En 2008, avant le début du chantier de rénovation et amélioration de l'infrastructure de la gare, la configuration est d'une gare d'évitement avec, un quai latéral étroit et très court entre le bâtiment voyageur et la voie d'évitement, un quai central étroit et relativement court qui utilise en largeur l'espace maximum possible. Par ailleurs un petit bâtiment de service est situé à côté du bâtiment voyageurs, lui-même précédé par la halle aux marchandises.
Le chantier qui débute le 8 août, consiste notamment au dépôt de la voie d'évitement et à la démolition des deux quais et du bâtiment de service. Puis la nouvelle infrastructure est mise en place, elle comprend : un quai central large de 4,60 m, haut de 55 cm, et disposant d'une marquise, une nouvelle voie d'évitement plus longue et plus espacée que l'ancienne, de la ligne à voie unique est posée. À côté de l'ancien bâtiment voyageurs, est créé un espace d'attente, vitré avec un panneau d'information, et l'éclairage des installations est totalement modernisé. La gare est également équipée d'un dispositif permettant « l'entrée simultanée de deux trains ». L'inauguration des nouvelles installations a lieu début septembre.
En décembre 2018 elle bénéficie de la nouvelle organisation des dessertes de la ligne : « à la cadence à la demi-heure exacte par les trains Regioexpress (Biel/Bienne – Delémont – Delle) et S3 du RER bâlois (Bâle – Porrentruy) et ce de 4 h 30 à 1 h du matin 7 jours sur 7. Dix trains quotidiens poursuivent leur course jusqu’à la gare TGV de Belfort - Montbéliard alors que six trains quotidiens sont en correspondance à Delle pour la gare TGV ».

## Service des voyageurs

### Accueil
Point d'arrêt sans personnel CFF la gare dispose d'un espace d'attente, d'un quai central avec une marquise, d'un passage piéton de niveau et d'un éclairage de ces espaces.

### Desserte
Courfaivre est desservie par des trains RegioExpress sur la relation Biel/Bienne (ou Delémont) – Delle (ou Meroux (TGV), et  par des trains du RER trinational de Bâle (ligne S3) sur la relation Olten – Porrentruy.

### Intermodalité
Des attaches pour les vélos et des places de parking pour les véhicules y sont aménagés.

## Patrimoine ferroviaire
L'ancien bâtiment voyageurs et sa halle marchandises sont toujours présent sur le site bien qu'ils ne soit plus utilisés pour le service ferroviaire (voir photo de 2015 en haut à droite de l'article).